# Chiesa di Santa Maria Nascente (San Paolo, Italia)
La chiesa di Santa Maria Nascente è un edificio di culto cattolico del comune italiano di San Paolo, in provincia e diocesi di Brescia. Fino al 1965 fu la chiesa parrocchiale di Pedergnaga.

## Storia
Le origini della chiesa risalgono almeno al XIII secolo. L'edificio fu in seguito ricostruito nei primi anni del XVI secolo, probabilmente nel 1518, come indicato da una epigrafe presente nell'attuale chiesa. Essa era affiancata dal cimitero del borgo, in cui nel 1630 fu eretta una cappella dedicata a san Carlo Borromeo.
Nel 1565 ricevette la visita pastorale del vescovo di Brescia Domenico Bollani, il quale annotò che nella chiesa erano presenti numerosi altari, oltre all'altare maggiore. Gli altari laterali erano dedicati al Santissimo Sacramento, alla Vergine e a san Giovanni Battista (quest'ultimo conteneva il fonte battesimale).               
Da un catalogo del 1658 si ricava che la chiesa, dedicata alla Natività di Maria, aveva l'altare maggiore e due altari ulteriori dedicati alla Madonna del Rosario e al Santissimo Sacramento.  
Nel Seicento fu realizzata la pala d'altare dedicata alla Natività di Maria. La tela, dopo il restauro del 1994, fu trasferita nella più recente chiesa di San Paolo Apostolo. 
Nel 1829 fu commissionato un nuovo concerto di campane per la chiesa. Nel 1846, il parroco di Pedergnaga Faustino Comincioli decise di commissionare tre progetti di ricostruzione dell'edificio agli architetti Angelo Vita, Giuseppe Tadini e Giacomo Bianconi. Le tavole dei progetti sono conservate nell'archivio parrocchiale, e in particolare quello del Vita contiene anche una testimonianza dell'aspetto della chiesa cinquecentesca. 
Scartato il progetto del Bianconi a causa del costo troppo elevato, si optò per il progetto del Vita. I lavori terminarono nel 1848, ma la notte successiva al canto del Te Deum (che segnava la fine dei lavori) il tetto dell'edificio crollò. A quel punto, si decise di proseguire i lavori secondo il progetto del Tadini, e la ricostruzione terminò nel 1850. Durante questa fase furono innalzati due ulteriori altari, dedicati al Crocifisso e a san Zenone e compagni. 
Verso la fine del XIX secolo, la chiesa subì lavori che comportarono l'allargamento del coro e della sacrestia e la decorazione dell'intero edificio. 
Il 29 luglio 1965 la parrocchia di Pedergnaga fu soppressa, insieme a quella di Oriano, e fu sostituita dalla parrocchia di San Paolo Apostolo.
Negli anni '70, secondo quanto stabilito dal Concilio Vaticano II, furono rimosse le balaustre e fu aggiunta una mensa eucaristica rivolta al popolo. Tra il 1990 e il 1995 furono eseguiti lavori di restauro che hanno coinvolto la copertura, mentre nel 2002 i lavori riguardarono il campanile. 
Nella chiesa, durante il periodo di Natale, viene allestito il presepio.

## Descrizione

### Esterno
La chiesa, orientata lungo l'asse est-ovest, è costituita da un corpo centrale rettangolare, chiuso sul lato settentrionale dal presbiterio a base rettangolare.
La facciata, risalente al 1850, è costituita da una sezione centrale, contenente il portale di maggiori dimensioni, delimitata da due semicolonne ioniche e coronata da un frontone triangolare. Il corpo centrale è affiancato da murature scandite da due lesene doriche per lato e poste in posizione poco arretrata rispetto alla parte centrale. I due ingressi laterali sono sovrastati da grandi formelle di stucco ottocentesche.
Sopra la facciata si trovano cinque statue in cemento, realizzate nel 1923 a opera dello scultore Emilio Righetti e raffiguranti san Paolo, un vescovo, la Vergine, san Zenone e san Pietro. 
Sul lato destro, affiancato alla facciata ma leggermente staccato dall'edificio, si trova il campanile, realizzato nel 1893. Presenta una pianta quadrata ed è coronato da una torretta a base ottagonale.

### Interno
La chiesa è interiormente divisa in tre navate, di cui quelle laterali coperte da volte a crociera, mentre quella centrale, più elevata, si presenta coperta da una volta a botte che prosegue sul presbiterio, terminando sul fondale absidale piano. La navata centrale è delimitata ai lati da paraste con capitelli ionici.
La chiesa, oltre all'altare maggiore, presenta quattro altari laterali: quello dedicato al Santissimo Sacramento è costituito da una soasa risalente al 1892 (opera di Luigi Allodi) che custodisce un'Ultima Cena seicentesca di autore ignoto; l'altare dedicato alla Madonna del Rosario presenta un impianto settecentesco e racchiude una statua in gesso raffigurante una Madonna del Rosario realizzata nel XX secolo, inquadrata da quindici immagini raffiguranti i misteri del Rosario (tutti del XVIII secolo); l'altare di san Zenone (patrono di Pedergnaga) e compagni è databile intorno agli anni '30 del Settecento e presenta un'ancona seicentesca raffigurante San Zenone e compagni Martiri; l'altare del Crocifisso, realizzato a partire dal XVIII secolo (con numerose modifiche successive) contiene, nella parte centrale del paliotto, un deposito per le reliquie possedute dalla chiesa.
Il presbiterio è rialzato rispetto al piano dell'aula. Al centro si trova l'altare maggiore marmoreo, realizzato tra Seicento e Settecento. Alle sue spalle, una soasa marmorea, appoggiata al fondale absidale, racchiude la pala raffigurante la Natività di Maria. Essa è una copia realizzata nel 1922 dell'originale seicentesco, che dal 1994 si trova nella chiesa di San Paolo Apostolo. Sempre nella zona presbiteriale si trovano due statue ottocentesche raffiguranti Ester e Giuditta.
Sui lati del presbiterio si trovano le cantorie lignee, e in quella di destra è alloggiato l'organo, realizzato dalla ditta Tamburini nel 1908.